# Roger Brennwald

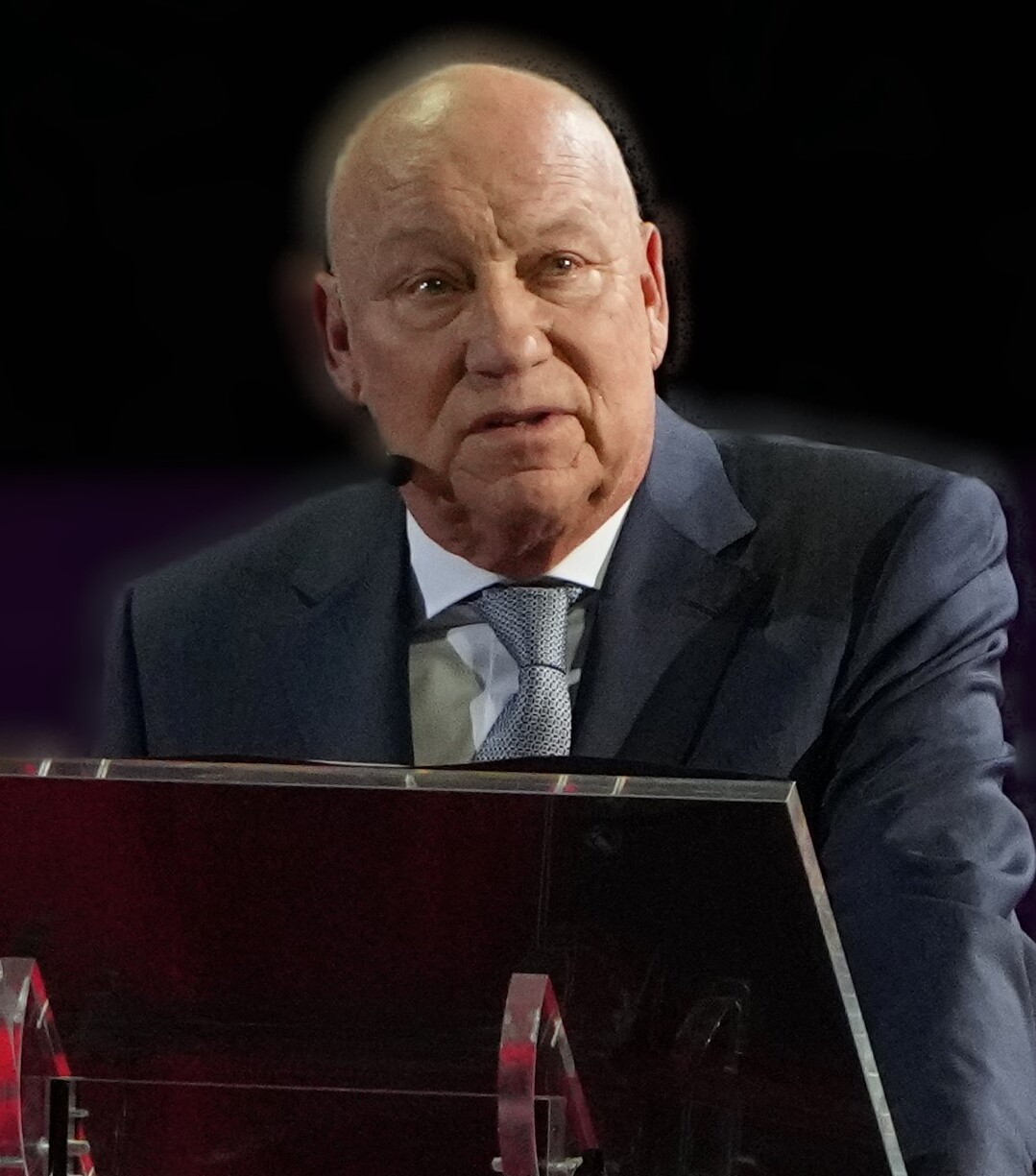
Roger Brennwald (2023)

Roger Brennwald (* 29. Juni 1946 in Basel) ist ein Schweizer Tennisfunktionär und Turnierdirektor. Er ist der Gründer und Präsident der Swiss Indoors Basel, dem Tennisturnier der ATP Tour.

## Berufsleben
Seit der ersten Austragung im Jahr 1970 leitet Roger Brennwald die Geschicke der Swiss Indoors Basel und hat diese zu einem sportlichen und gesellschaftlichen Grossereignis im Land und zum drittgrössten Hallentennisturnier der Welt entwickelt. Mit einem Budget von 18 Millionen Schweizerfranken sind die Swiss Indoors Basel der aufwendigste, alljährlich wiederkehrende Sportanlass der Schweiz. Das Ereignis zieht in den neun Turniertagen über 60'000 Besucher an. Millionen Zuschauer verfolgen den Grossanlass in rund 150 Ländern an den Bildschirmen. Live- und zeitverschoben beträgt die Übertragungszeit total 3300 Stunden.
Nach dem Erwerb des Handelsdiploms an der Kantonalen Handelsschule Basel begann Brennwald nach einem sechsmonatigen Studienaufenthalt in Paris eine Karriere als Devisenhändler. Er arbeitete 19 Jahre lang bei der Bank für Internationalen Zahlungsausgleich (BIZ) in Basel, bis er sich 1986 auf seine eigenen, unternehmerischen Tätigkeiten konzentrierte. 
Die Idee zur Gründung eines Tennisturniers kam eher zufällig zustande. Die Neigungen von Brennwald lagen vielmehr bei der Leichtathletik und im Handball, wo er es bis in die Nationalmannschaft schaffte. Im Tennis war er, wie er sagt, nicht sonderlich talentiert. Brennwalds Wunsch war es, mangels Indoorsplätzen eine annehmbare Spielmöglichkeit im Winter zu schaffen, denn auf dem damals einzig verfügbaren Hallenplatz in der Region herrschten unzumutbare Bedingungen. Die Halle war unbeheizt und kaum beleuchtet. Gespielt wurde auf Asphaltboden. Um Abhilfe zu schaffen, kaufte Brennwald eine Traglufthalle in Schweden, stellte sie auf dem Areal des Tennisclubs Coop in Muttenz auf und vermietete sie an die Tennisspieler der Region. Die Nachfrage war grösser als das Angebot. Zum Schluss der Wintersaison 1969/70 organisierte er ein Tennisturnier unter dem Namen «Barracuda-Meisterschaften», was sich als Start der Swiss Indoors Basel entpuppte. Die Anfänge während der ersten vier Jahre in der Ballonhalle waren äusserst bescheiden. Die Dislokation des Turniers in die St. Jakobshalle im Jahre 1975, gleichbedeutend mit der Eröffnung der Halle, bedeutete ein erster wichtiger Meilenstein in der Turniergeschichte. 1977 folgte mit der Verpflichtung von Björn Borg der internationale Durchbruch. Im Sog von Borgs viermaliger Teilnahme am Rheinknie fanden auch die zukünftigen Nummern 1 der Welt, mit Ausnahme von John Newcombe und Jannik Sinner, den Weg nach Basel. Beispielsweise dauerte es 14 Jahre, um Jimmy Connors nach Basel zu holen. Nebst Borg und Connors konnten auch Grössen wie John McEnroe, Andre Agassi, Ivan Lendl, Pete Sampras, Boris Becker, Stefan Edberg, Roger Federer, Rafael Nadal und Novak Đoković verpflichtet werden. Eine besondere Verbindung bestand zu Roger Federer. 1994 war dieser als Balljunge an den Swiss Indoors im Einsatz. Später kehrte er als Spieler zurück und gewann das Turnier zehnmal, was ihn zum Rekordsieger macht.
Im neuerbauten Sportcenter Paradies gründete Brennwald ein Sportmanagement, basierend auf den Firmengründungen Swiss Indoors AG im 1980 und Indoors AG im 1981. Zu diesem Zeitpunkt waren 30 Mitarbeiter beschäftigt. Nebst den Swiss Indoors Basel beinhaltete das Geschäftsfeld den Betrieb des Sportcenter Paradies mit einem Restaurant, fünf Winter-Tennisplätzen, acht Squashcourts und Räumlichkeiten für Tischtennis und Aerobic.
Die Organisation der Swiss Indoors Basel brachte zahlreiche Herausforderungen mit sich. Dazu gehören die Beziehungspflege zu Verbänden und Behörden, die Sanierung der St. Jakobshalle und die wiederkehrenden infrastrukturellen Bauten, die Konkurrenz im globalen Wettbewerb (ATP Tour) und die Sicherstellung der Finanzen. Das Tennisturnier in Basel hatte von 1994 bis 2010 die Davidoff-Marke der Oettinger Davidoff Group als Titelsponsor. Nach 17 Jahren endete diese Partnerschaft aufgrund zunehmender Restriktionen für Tabakwerbung, was eine Namensänderung des Turniers im Jahr 2010 zur Folge hatte. Brennwald hat gemeinsam mit Swiss Tennis die Aktion «Next Gen - Race to Swiss Indoors» ins Leben gerufen. Als weiterer Beitrag zur Förderung des Schweizer Tennis vergibt Brennwald die Mehrzahl der Wildcards bei den Swiss Indoors an Schweizer Talente. Brennwald hat im Laufe seines Wirkens viele Auszeichnungen und Awards entgegennehmen dürfen, die er, wie er immer wieder betont, seinem Team zugute schreibt. Die aktuellste Anerkennung erfuhr er im Januar 2024 mit dem «Lifetime Award», wo er für sein bedeutendes Wirken für den Tennissport und die Stadt Basel geehrt wurde.

## Privatleben
Roger Brennwald wuchs in Basel auf und lebt heute in Binningen. Früh schon zeigten sich seine Neigungen für den Sport. In der Leichtathletik war er mehrfacher regionaler Jugendmeister. Im Handball spielte er bereits mit 16 Jahren in der Nationalliga A beim RTV Basel und wurde neunfacher Schweizer Nationalspieler. Seine aktive Sportkarriere musste er im frühen Alter von 23 Jahren aufgrund einer langwierigen Virusinfektion vorzeitig beenden. Brennwald ist Vater von zwei verheirateten Töchtern und hat fünf Enkelkinder. Sein Privatleben war von schweren Schicksalsschlägen geprägt. Innerhalb von drei Jahren verlor er seine Schwiegereltern und 1998 seine Frau Elisabeth nach langer Krankheit.